# Scruton (Royaume-Uni)
Scruton est un village et une paroisse civile du Yorkshire du Nord, en Angleterre.